# Байбулда
Байбулда — деревня в Свердловской области, входящая в муниципальное образование Артинский городской округ.

## Географическое положение
Деревня Байбулда муниципального образования «Артинский городской округ» Свердловской области расположена в 30 километрах (по автодороге в 40 километрах) на юго-юго-запад от административного центра — посёлка городского типа Арти, на левом берегу реки Ока (правый приток реки Ик, бассейн реки Ай). Является частью Малокарзинского сельского совета.Малокарзинская сельская администрация расположена на юго-западе Свердловской области и Артинского района. Граничит с Башкортостаном, протяженность границ 33 километра, с запада — со Свердловской сельской администрацией, с севера — со Златоустовской сельской администрацией.

## История
Деревня основана в 1730 году.
Ранее территория входила в состав Окинской и Новозлатоустовской волости. Байбулда является самой старой деревней Артинского района. В восьмидесятые годы XVIII века начинается строительство Артинского завода по производству сельскохозяйственного инвентаря. Строительство заводов способствовало переселению в этот район государственных и частных крепостных крестьян, в качестве обслуживающего персонала и рабочих завода.
В 1919 году в Байбулде был создан первый сельский совет и образован колхоз — "Марий. В 1960 году колхоз был реорганизован и вошел в состав совхоза «Златоустовский», а позднее образовался совхоз «Урал» с центром в селе Малые Карзи, в который и вошли деревни Малые Карзи, Ильчигулово, Байбулда, Амерово.
Свое название она получила от имени первого поселенца — Пайгелде (Пайболде) — Байбулда. Есть и другое толкование топонима: в далекие времена на месте деревни поселился башкир Байбулда. Основана деревня в 1740 году марийцами, выходцами из Бирского уезда. До 1820 года коренным населением деревни были башкиры и марийцы.

## Население
| 2002 | 2010 | 2021 |
| ---- | ---- | ---- |
| 155  | ↘121 | ↘106 |

По состоянию переписи 1869 года численность населения деревни составляла 172 человека.
Структура
На 01.01.2016 г. население деревни составляет — 153 человека, дворов — 69.
Категории населения: 1. Трудоспособное — 83 человека; 2. Пенсионеры — 41 человек; 3. Учащихся школы — 14 человек. 4. Дети дошкольного возраста — 15 человек.
Мужское трудоспособное население занято личным подсобным хозяйством, либо работает вахтовым методом в населенных пунктах Ханты-Мансийского и Ямало-Ненецкого автономных округов и в г. Екатеринбурге. Женское трудоспособное население занято личным подсобным хозяйством, либо работает в учреждениях социальной сферы, которые расположены в соседних селах Свердловское и Азигулово: МКОУ «Свердловская средняя общеобразовательная школа», детский сад с. Свердловское, МАОУ «Азигуловская средняя общеобразовательная школа», в том числе группа дошкольного образования, библиотека.
Дети школьного возраста обучаются в Азигуловской средней общеобразовательной школ. Подвоз детей в школу осуществляется на автобусе ежедневно.
Функционирует магазин филиала «Свердловский» Артинского РАЙПО, 2 раза в неделю выезжает в деревню передвижной ФАП.